# Crescente (gastronomia)
La crescente o crescenta è un tipo di focaccia caratteristica dell'Emilia, in particolare di Bologna, preparata con strutto e contenente all'interno dell'impasto piccoli pezzi di salume. Non è da confondersi con altri prodotti gastronomici a volte denominati allo stesso modo, tra cui la crescentina modenese e lo gnocco fritto; è commercialmente nota anche come focaccia bolognese

## Storia
In passato i fornai lasciavano una parte dell'impasto per la produzione del giorno successivo. La parte eccedente veniva impastata con strutto e venivano aggiunti piccoli pezzi di scarto del prosciutto (il "gambuccio"); questo costituiva anche la colazione del fornaio stesso.
Oggi la crescente è diventata un normale prodotto in vendita dai fornai e la ricetta si è andata affinando sempre di più, sostituendo i prodotti di scarto con salumi di prima qualità o ciccioli uniti a un impasto dedicato.
L'associazione Panificatori Bolognesi ha riconosciuto la ricetta classica della crescente bolognese:
- 10 kg farina
- 200 g sale
- 1 kg strutto
- 100 g zucchero
- 800 g lievito
- 4 litri di acqua
- 6 kg pancetta mista prosciutto